# Chalcidoptera emissalis
Chalcidoptera emissalis là một loài bướm đêm trong họ Crambidae.